# Heltersberg
Heltersberg település Németországban, Rajna-vidék-Pfalz tartományban. Lakosainak száma 2046 fő (2023. december 31.).

## Népesség
A település népességének változása:
| Lakosok száma | 1932 | 2023 | 2029 | 2030 | 2016 | 2046 |
|               | 1975 | 2017 | 2019 | 2021 | 2022 | 2023 |